# Mimacraea telloides
Mimacraea telloides är en fjärilsart som beskrevs av Schultze och Aurivillius 1910/11. Mimacraea telloides ingår i släktet Mimacraea och familjen juvelvingar. Inga underarter finns listade i Catalogue of Life.